# Acane
acane（あかね、1994年1月29日 - ）は、日本の女性歌手。福岡県出身。

## 略歴・人物
路上ライブ で人気となり、YouTubeの動画総再生回数は、4500万回を超えている。自身のYouTube「acane channel」のチャンネル登録者は10万人以上である。
フットサルクラブボルクバレット北九州の入場曲『RED GAME』を歌唱している。
路上ライブでは自身のオリジナル曲以外にもカバー曲を多く歌っているが、その中でも十八番としてAIの「ハピネス」がある
。

## 出演

### テレビ
- 『THEカラオケ★バトル』（テレビ東京系、2021年5月30日）[3]

### 映画
- キリエのうた（2023年10月13日、東映） - 本人 役[4]